# (6052) Junichi
(6052) Junichi (1992 CE1) – planetoida z pasa głównego asteroid okrążająca Słońce w ciągu 5,85 lat w średniej odległości 3,25 j.a. Odkryta 9 lutego 1992 roku.